# Angry Again
Angry Again è un singolo del gruppo musicale statunitense Megadeth, pubblicato nel 1993. Il brano, scritto da Dave Mustaine, è stato scritto per il film Last Action Hero - L'ultimo grande eroe (Last Action Hero) diretto da John McTiernan e interpretato da Arnold Schwarzenegger, ed è incluso nella sua colonna sonora.
La canzone è inoltre inclusa nell'EP Hidden Treasures, uscito nel 1995.

## Video
Il videoclip della canzone è stato diretto da Wayne Isham.

## Formazione
- Dave Mustaine – voce, chitarra ritmica
- Marty Friedman – chitarra
- David Ellefson – basso
- Nick Menza – batteria